# Primeira Liga 2004-2005
La Primeira Liga 2004-2005, nota come SuperLiga GalpEnergia 2004-2005 per ragioni di sponsorizzazione, è stata la 71ª edizione della massima serie del campionato portoghese di calcio. Il campionato è iniziato il 28 agosto 2004 ed è terminato il 22 maggio 2005.
Il campionato è stato vinto dopo undici anni dal Benfica allenato da Giovanni Trapattoni per la 31ª volta nella sua storia. Il capocannoniere del torneo è stato Liédson dello Sporting CP, con 25 reti segnate. Il Moreirense, l'Estoril Praia e il Beira-Mar sono stati retrocessi in Segunda Liga.

## Stagione

### Novità
Dalla precedente stagione sono stati retrocessi l'Alverca, il Paços de Ferreira e l'Estrela Amadora. Sono stati promossi dalla Segunda Liga l'Estoril Praia, il Vitória Setúbal e il Penafiel.

### Formato
Le 18 squadre partecipanti si affrontano in un girone di andata e ritorno, per un totale di 34 giornate.

La squadra campione di Portogallo e la seconda classificata hanno il diritto a partecipare alla fase a gironi della UEFA Champions League 2005-2006.

La squadra classificata al terzo posto è ammessa al terzo turno di qualificazione della UEFA Champions League 2005-2006.

Le squadre classificate al quarto e al quinto posto sono ammesse al primo secondo turno della Coppa UEFA 2005-2006, assieme alla squadra vincitrice della Taça de Portugal 2004-2005.

La squadra classificata al sesto posto è ammessa alla Coppa Intertoto 2005.

Le squadre classificate agli ultimi tre posti (dal 16º al 18º posto) retrocedono in Segunda Liga.

## Squadre partecipanti
| Club              | Città         | Stadio                            | Risultato Stagione 2003-2004 |
| ----------------- | ------------- | --------------------------------- | ---------------------------- |
| Académica         | Coimbra       | Stadio Città di Coimbra           | 13º posto in Primeira Liga   |
| Beira-Mar         | Aveiro        | Stadio comunale di Aveiro         | 11º posto in Primeira Liga   |
| Belenenses        | Lisbona       | Estádio do Restelo                | 15º posto in Primeira Liga   |
| Benfica           | Lisbona       | Estádio da Luz                    | 2º posto in Primeira Liga    |
| Boavista          | Porto         | Estádio do Bessa Século XXI       | 8º posto in Primeira Liga    |
| Braga             | Braga         | Stadio comunale di Braga          | 5º posto in Primeira Liga    |
| Estoril Praia     | Estoril       | Estádio António Coimbra da Mota   | 1º posto in Segunda Liga     |
| Gil Vicente       | Barcelos      | Estádio Cidade de Barcelos        | 12º posto in Primeira Liga   |
| Marítimo          | Funchal       | Estádio dos Barreiros             | 6º posto in Primeira Liga    |
| Moreirense        | Guimarães     | Parque Joaquim de Almeida Freitas | 9º posto in Primeira Liga    |
| Nacional          | Funchal       | Estádio da Madeira                | 4º posto in Primeira Liga    |
| Penafiel          | Penafiel      | Estádio Municipal 25 de Abril     | 3º posto in Segunda Liga     |
| Porto             | Porto         | Estádio do Dragão                 | Campione del Portogallo      |
| Rio Ave           | Vila do Conde | Estádio do Rio Ave FC             | 7º posto in Primeira Liga    |
| Sporting Lisbona  | Lisbona       | Stadio José Alvalade              | 3º posto in Primeira Liga    |
| União Leiria      | Leiria        | Estádio Dr. Magalhães Pessoa      | 10º posto in Primeira Liga   |
| Vitória Guimarães | Guimarães     | Estádio D. Afonso Henriques       | 14º posto in Primeira Liga   |
| Vitória Setúbal   | Setúbal       | Estádio do Bonfim                 | 2º posto in Segunda Liga     |

## Classifica finale
|  | Pos. | Squadra           | Pt | G  | V  | N  | P  | GF | GS | DR  |
|  | ---- | ----------------- | -- | -- | -- | -- | -- | -- | -- | --- |
|  | 1.   | Benfica           | 65 | 34 | 19 | 8  | 7  | 51 | 31 | +20 |
|  | 2.   | Porto             | 62 | 34 | 17 | 11 | 6  | 39 | 26 | +13 |
|  | 3.   | Sporting Lisbona  | 61 | 34 | 18 | 7  | 9  | 66 | 36 | +30 |
|  | 4.   | Braga             | 58 | 34 | 16 | 10 | 8  | 45 | 28 | +17 |
|  | 5.   | Vitória Guimarães | 54 | 34 | 15 | 9  | 10 | 38 | 29 | +9  |
|  | 6.   | Boavista          | 50 | 34 | 13 | 11 | 10 | 39 | 43 | -4  |
|  | 7.   | Marítimo          | 49 | 34 | 12 | 13 | 9  | 39 | 32 | +7  |
|  | 8.   | Rio Ave           | 47 | 34 | 10 | 17 | 7  | 35 | 35 | 0   |
|  | 9.   | Belenenses        | 46 | 34 | 13 | 7  | 14 | 38 | 34 | +4  |
|  | 10.  | Vitória Setúbal   | 44 | 34 | 11 | 11 | 12 | 46 | 45 | +1  |
|  | 11.  | Penafiel          | 43 | 34 | 13 | 4  | 17 | 39 | 53 | -14 |
|  | 12.  | Nacional          | 41 | 34 | 12 | 5  | 17 | 46 | 48 | -2  |
|  | 13.  | Gil Vicente       | 40 | 34 | 11 | 7  | 16 | 34 | 40 | -6  |
|  | 14.  | Académica         | 38 | 34 | 9  | 11 | 14 | 29 | 41 | -12 |
|  | 15.  | União Leiria      | 38 | 34 | 8  | 14 | 12 | 29 | 36 | -7  |
|  | 16.  | Moreirense        | 34 | 34 | 7  | 13 | 14 | 30 | 43 | -13 |
|  | 17.  | Estoril Praia     | 30 | 34 | 8  | 6  | 20 | 38 | 55 | -17 |
|  | 18.  | Beira-Mar         | 30 | 34 | 6  | 12 | 16 | 30 | 56 | -26 |

Legenda:

      Campione del Portogallo e ammessa alla UEFA Champions League 2005-2006

      Ammesse alla UEFA Champions League 2005-2006

      Ammesse alla Coppa UEFA 2005-2006

      Ammesse alla Coppa Intertoto 2005

      Retrocessa in Segunda Liga 2005-2006

Tre punti a vittoria, uno a pareggio, zero a sconfitta.
La classifica viene stilata secondo i seguenti criteri:
- Punti conquistati
- Punti conquistati negli scontri diretti
- Differenza reti negli scontri diretti
- Reti realizzate in trasferta negli scontri diretti
- Differenza reti generale
- Partite vinte
- Reti totali realizzate
- Spareggio

## Statistiche

### Classifica marcatori
| Gol |  |  | Giocatore       | Squadra          |
| --- |  |  | --------------- | ---------------- |
| 25  |  |  | Liédson         | Sporting Lisbona |
| 15  |  |  | Simão Sabrosa   | Benfica          |
| 15  |  |  | João Tomás      | Braga            |
| 14  |  |  | Wesley          | Penafiel         |
| 12  |  |  | Henri Antchouet | Belenenses       |
| 11  |  |  | Benni McCarthy  | Porto            |
| 11  |  |  | Albert Meyong   | Vitória Setúbal  |
| 10  |  |  | Zé Manuel       | Boavista         |
| 9   |  |  | Pena            | Marítimo         |
| 9   |  |  | Roberto         | Penafiel         |

## Verdetti finali
- Benfica campione di Portogallo 2004-2005 e ammesso alla fase a gironi della UEFA Champions League 2005-2006.
- Porto ammesso alla fase a gironi della UEFA Champions League 2005-2006.
- Sporting CP qualificato al terzo turno preliminare della UEFA Champions League 2005-2006.
- Braga, Vitória de Guimarães e Vitória de Setúbal qualificati al primo turno della Coppa UEFA 2005-2006.
- União Leiria qualificato alla Coppa Intertoto 2005.
- Moreirense, Estoril-Praia e Beira-Mar retrocessi in Segunda Liga 2005-2006.